# Meistaraflokkur 1952
La Meistaraflokkur 1952 fu la 41ª edizione del campionato di calcio islandese concluso con la vittoria del KR al suo quattordicesimo titolo.

## Formula
Nessuna modifica rispetto alla stagione precedente. Le cinque squadre si affrontarono in un turno di sola andata per un totale di quattro partite.

## Squadre partecipanti
| Club     | Città     | Posizione 1951     |
| -------- | --------- | ------------------ |
| Fram     | Reykjavík | 5°                 |
| KR       | Reykjavík | 3°                 |
| Valur    | Reykjavík | 2°                 |
| Víkingur | Reykjavík | 4°                 |
| ÍA       | Akranes   | Campione d'Islanda |

Tutti gli incontri si disputarono allo stadio Melavöllur, impianto situato nella capitale.

## Classifica finale
|                    | Pos. | Squadra  | Pt | G | V | N | P | GF | GS | DR |
| ------------------ | ---- | -------- | -- | - | - | - | - | -- | -- | -- |
| Islanda (bandiera) | 1    | KR       | 7  | 4 | 3 | 1 | 0 | 7  | 3  | +4 |
|                    | 2    | ÍA       | 6  | 4 | 3 | 0 | 1 | 12 | 6  | +6 |
|                    | 3    | Fram     | 4  | 4 | 2 | 0 | 2 | 8  | 9  | -1 |
|                    | 4    | Valur    | 2  | 4 | 0 | 2 | 2 | 3  | 5  | -2 |
|                    | 5    | Víkingur | 1  | 4 | 0 | 1 | 3 | 3  | 10 | -7 |

Legenda:

      Campione di Islanda
Note:

Due punti a vittoria, uno a pareggio, zero a sconfitta.

### Verdetti
- KR Campione d'Islanda 1952.